# برج تدريج

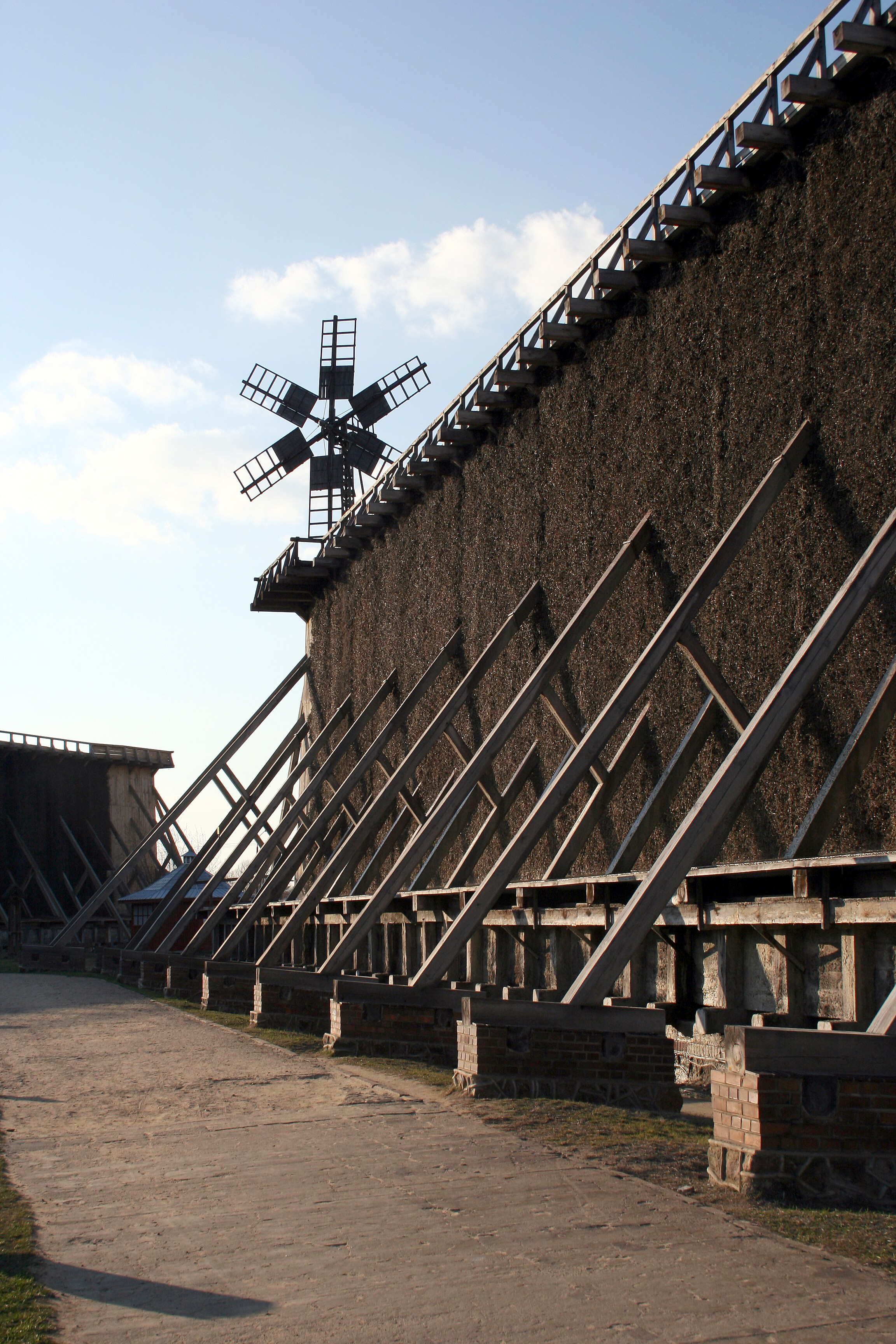
برج تدريج في بولندا

برج التدريج (وقد يُسمَّى بما ترجمته بيت الشوك) هو هيكل يستخدم في إنتاج الملح، حيث يزيل الماء من المحلول الملحي بالتبخر ما يزيد من تركيز الأملاح المعدنية فيه. يتكون البرج من إطار خشبي يشبه الجدار محشو بحزم من الأخشاب (عادةً من برقوق السياج) التي يجب تغييرها كل خمس سنوات إلى عشر، لأنها تصبح مغطاة بالرواسب المعدنية بمرور الوقت. تجري المياه المالحة أسفل البرج وتتبخر جزئيًا. تعلق في الوقت نفسه بعض المعادن من المحلول على أغصان الصغيرة.

## طالع أيضًا
- ملاحات